# Pavillon de Manse
El pabellón Manse, también llamado el molino del principe, se encuentra en el centro de la ciudad de Chantilly en el borde de la Nonette, a 10 minutos del castillo. Dependiendo del dominio de Chantilly, propiedad del Institut de France, el Pabellón fue construido en 1678 por el Príncipe de Condé, primo del Rey Luis XIV para albergar la máquina para tocar el Espectáculo de las Fuentes. Contemporánea a la del Palacio de Versalles (la máquina de Marly) su función era levantar agua de una fuente para llenar un depósito y abastecer los estanques, fuentes, cascadas y chorros de agua que adornaban el jardín al oeste del castillo diseñado por Le Notre.
Durante el período revolucionario, la hacienda de Chantilly fue declarada propiedad nacional, la máquina elevadora está municipalizada, los anexos integrados en complejos industriales como la fábrica de porcelana de Chantilly dirigida por el inglés Christophe Potter, y más tarde la hilandería de algodón y la fábrica de lienzos pintados de Monsieur Richard dit Richard-Lenoir.
Durante siglo XIX el duque de Aumale, hijo del rey Louis-Philippe lo transformó, renovó la máquina hidráulica y añadió en 1885 un lavadero mecanizado, uno de los más modernos de su tiempo. La actividad del pabellón cesó en 1987.

## Historia
El príncipe de Condé, Luis II de Borbón-Condé, heredero del castillo de Chantilly, recurrió a André Le Nôtre a partir de 1662 para desarrollar la decoración del parque, crear jardines formales y juegos de agua que los adornan. En esta época se diseñaron las cascadas, fuentes y estanques de los jardines de la parte occidental del parque. Para que todo esto funcione, se deben encontrar nuevos suministros de agua para esta parte del parque. Por lo tanto, es necesario hacer una máquina capaz de recolectar el agua y luego elevarla a una altura de 25 metros, para almacenarla en un tanque abierto.
El Príncipe de Condé decide entonces construir una máquina en el borde del Nonette canalizado que permite transportar esta agua. Encomendó la tarea a Jacques de Manse, un especialista en hidráulica que ya había trabajado en el desarrollo del proyecto del canal Ourcq y la máquina del puente de Notre-Dame. Los planos del edificio fueron elaborados por Jules Hardouin Mansart, primer arquitecto del rey Luis XIV.
Mediante una gran rueda de madera de 7,8 m de diámetro accionada por el Canal de la Machine y 6 cuerpos de bomba de bronce, se extrae agua de una fuente situada directamente encima del edificio, luego se eleva mediante tuberías de cobre hasta la parte superior del pabellón en una lona situada debajo el ático a una altura de 25 m  . Luego, esta agua se dirige por una tubería subterránea a un depósito ubicado a 400 m, en el césped, cerca del hipódromo actual. Este depósito se eliminó en 1768 porque era demasiado antiguo. Su vecino creado en 1720 todavía existe pero se ha reducido considerablemente en tamaño, que hoy está seco. Luego, el agua sale para abastecer los estanques y fuentes en la parte occidental del parque, así como el estanque en el patio de las perreras en los Grandes Écuries. El caudal de la bomba es entonces de 62 m3  por hora, es decir 1500 m3  por día. Tal caudal no permitía abastecer las cuencas de forma permanente.

## Usos y transformaciones delsigloXIX
De finales del siglo XVIII, el pabellón está flanqueado por un edificio horizontal con el objetivo de albergar actividades industriales. El edificio lo compra François Richard-Lenoir, quien instala una fábrica de tejidos justo al lado. Otras actividades industriales se suceden. En 1840, el duque de Aumale hizo desmantelar la máquina del siglo XVII fuera de servicio y lo reemplazó con una bomba nueva. En 1870 se instaló un nuevo sistema de turbinas. Un pozo de más de 100 m  de profundidad permite suministrar agua potable al castillo y sus dependencias. Un lavadero, todavía visible, está instalado en el edificio contiguo.

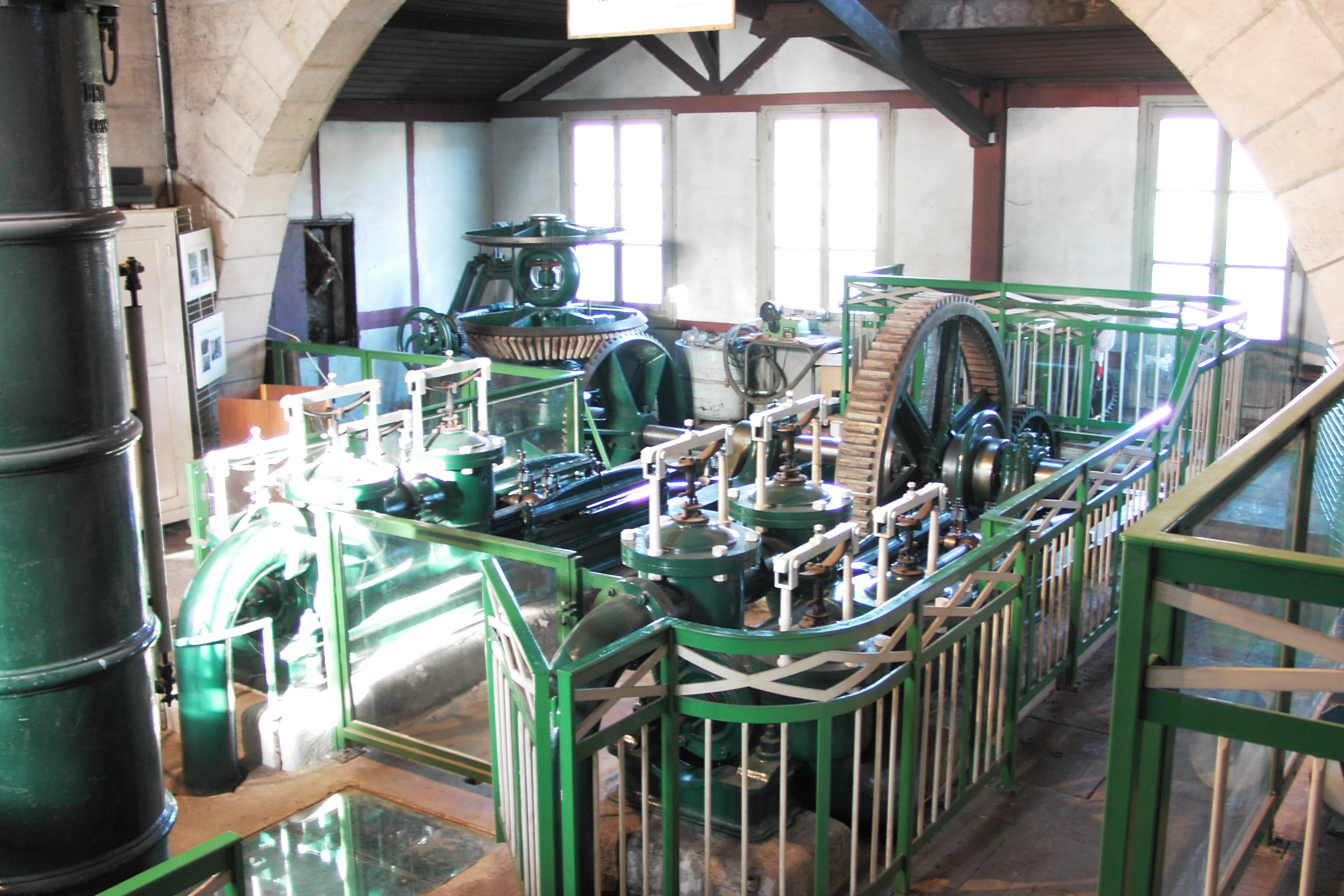
Sala de máquinas del Duque de Aumale

## Restauración y usos actuales
El edificio y las máquinas fueron clasificados en 1989, el Institut de France era entonces el propietario, como el resto de la finca de Chantilly. En 1997 se formó una asociación para restaurar el interior del edificio y su maquinaria hidráulica. La máquina del siglo XVII fue así reconstituida e inaugurada en 2005. La asociación del pabellón Jacques de Manse todavía garantiza la visita y el mantenimiento del edificio. Entre 2009 y 2011 se llevó a cabo una campaña de restauración del exterior del pabellón bajo la supervisión del Institut de France.